# Chimie ambientală
Chimie ambientală sau chimia ecologică este știința care studiază procesele ce determină compoziția și proprietățile chimice ale mediului ambiant, adecvat valorii biologice de habitare, luând în considerație influența acțiunilor antropice asupra componenților biotici și abiotici ai mediului.
Direcții de cercetare:
Metode fizico-chimice de modelare a stării ecosistemelor
Procese chimice și chimico-biologice din mediul înconjurător
Procese de autopurificare a apelor naturale
Circuitul peroxidului de hidrogen și starea redox a mediului acvatic
Rolul structurii și dinamicii atmosferei în procesele de transfer a toxinelor
Procese de migrare și transformare a substanțelor nocive în ecosistemele solului
Elaborarea metodelor de evaluare a influenței ecologice a substanțelor chimice utilizate de către omenire sub formă de produse finite și semiproduse
Prognozarea comportării noxelor chimice în mediul înconjurător sub influența factorilor naturali și antropici (dependenți de om)
Elaborarea unor recomandări cu scopul diminuării nivelului de poluare chimică a mediului cu substanțe nocive
Estimarea riscului chimic pentru sisteme ecologice și sănătate